# Хелстроф
Хелстроф (фр. Helstroff) насеље је и општина у североисточној Француској у региону Лорена, у департману Мозел која припада префектури Буле Мозел.
По подацима из 2011. године у општини је живело 467 становника, а густина насељености је износила 59,04 становника/km². Општина се простире на површини од 7,91 km². Налази се на средњој надморској висини од 325 метара (максималној 359 m, а минималној 215 m).

## Демографија
| 1962. | 1968. | 1975. | 1982. | 1990. | 1999. | 2011. |
| ----- | ----- | ----- | ----- | ----- | ----- | ----- |
| 257   | 272   | 276   | 289   | 316   | 348   | 467   |

График промене броја становника у току последњих година